# Prémio MTV Movie de melhor filme
O Prémio MTV de Melhor Filme (no original em inglês MTV Movie Award for Best Movie) é uma das categorias que compõem o MTV Movie Award. Esta é uma lista de vencedores e indicados ao prêmio desde sua introdução, em 1992, até a edição mais recente. A categoria foi introduzida em 1992, juntamente com a premiação, sendo renomeada como Prêmio MTV de Filme do Ano (Movie of the Year, em inglês).

## Vencedores e nomeados
| Ano  | Vencedor                                          | Indicados | Ref.   |
| ---- | ------------------------------------------------- | --- | ------ |
| 1992 | Terminator 2: Judgment Day                        | - Robin Hood: Prince of Thieves                                                                                              | [ 2 ]  |
| 1993 | A Few Good Men                                    | - Aladdin - Basic Instinct - The Bodyguard - Malcolm X                                                                       | [ 3 ]  |
| 1994 | Menace II Society                                 | - Schindler's List | [ 4 ]  |
| 1995 | Pulp Fiction                                      | - The Crow - Forrest Gump - Interview with the Vampire - Speed                                                               | [ 5 ]  |
| 1996 | Se7en                                             | - Apollo 13 - Braveheart - Clueless - Dangerous Minds                                                                        | [ 6 ]  |
| 1997 | Scream                                            | - Independence Day - Jerry Maguire - The Rock - Romeo + Juliet                                                               | [ 7 ]  |

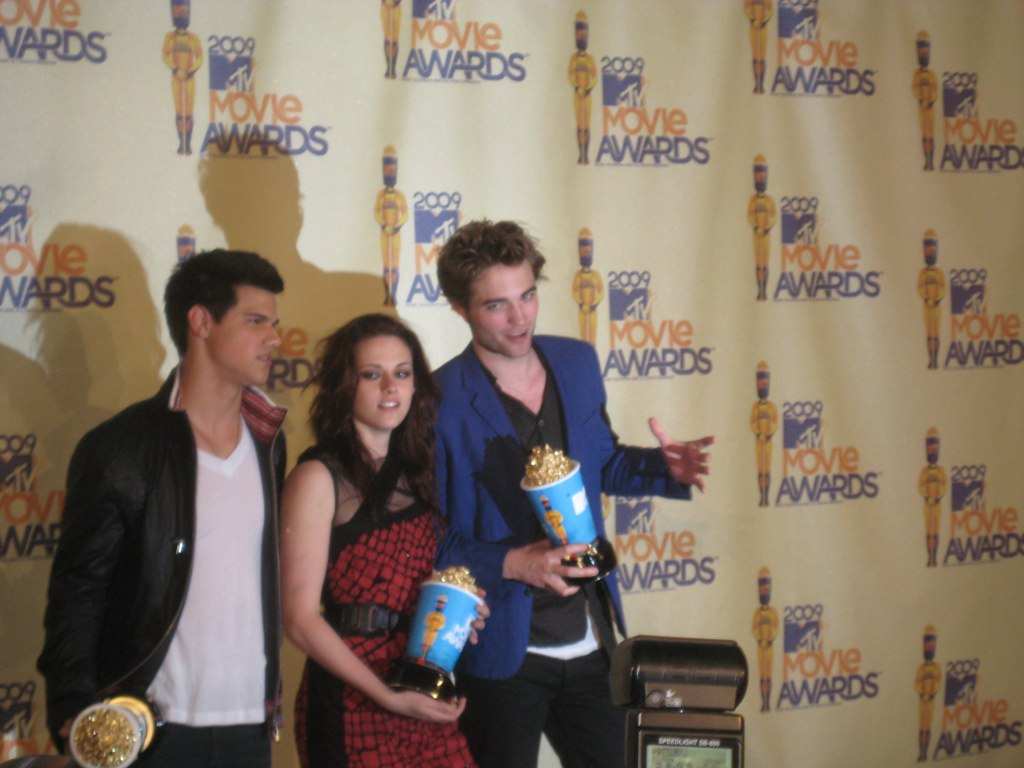
Kristen Stewart, Robert Pattinson e Taylor Lautner no MTV Movie Awards 2009. A Saga Twilight foi premiada quatro vezes consecutivas de 2009 a 2012.

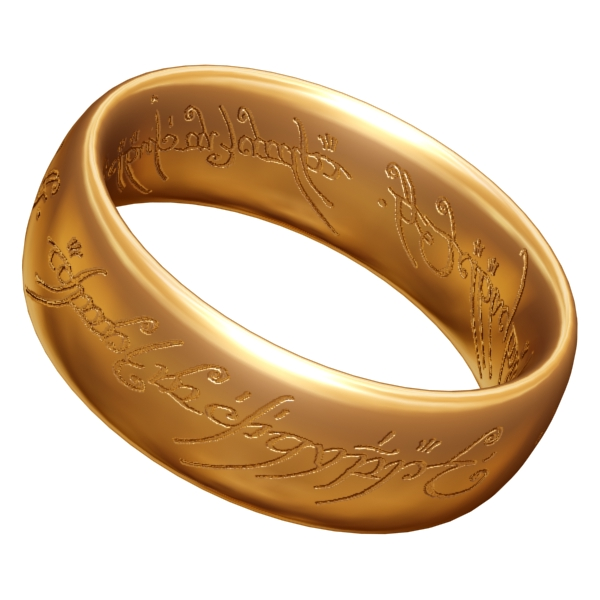
A trilogia Senhor dos Anéis, vencedora da categoria por três anos consecutivos de 2002 a 2004.

| 1998 | Titanic                                           | - Austin Powers: International Man of Mystery - Face/Off - Good Will Hunting - Men in Black                                  | [ 8 ]  |
| 1999 | There's Something About Mary                      | - Armageddon - Saving Private Ryan - Shakespeare in Love - The Truman Show                                                   | [ 9 ]  |
| 2000 | The Matrix                                        | - American Beauty - American Pie - Austin Powers: The Spy Who Shagged Me - The Sixth Sense                                   | [ 10 ] |
| 2001 | Gladiator                                         | - Crouching Tiger, Hidden Dragon - Erin Brockovich - Hannibal - X-Men                                                        | [ 11 ] |
| 2002 | The Lord of the Rings: The Fellowship of the Ring | - Black Hawk Down - The Fast and the Furious - Legally Blonde - Shrek                                                        | [ 12 ] |
| 2003 | The Lord of the Rings: The Two Towers             | - 8 Mile - Barbershop - The Ring - Spider-Man                                                                                | [ 13 ] |
| 2004 | The Lord of the Rings: The Return of the King     | - 50 First Dates - Finding Nemo - Pirates of the Caribbean: The Curse of the Black Pearl - X-Men 2                           | [ 14 ] |
| 2005 | Napoleon Dynamite                                 | - The Incredibles - Kill Bill: Volume 2 - Ray - Spider-Man 2                                                                 | [ 15 ] |
| 2006 | Wedding Crashers                                  | - The 40 Year-Old Virgin - Batman Begins - King Kong - Sin City                                                              | [ 16 ] |
| 2007 | Pirates of the Caribbean: Dead Man's Chest        | - 300 - Blades of Glory - Borat - Little Miss Sunshine                                                                       | [ 17 ] |
| 2008 | Transformers                                      | - I Am Legend - Juno - National Treasure: Book of Secrets - Pirates of the Caribbean: At World's End - Superbad              | [ 18 ] |
| 2009 | Twilight                                          | - The Dark Knight - High School Musical 3: Senior Year - Iron Man - Slumdog Millionaire                                      | [ 19 ] |
| 2010 | The Twilight Saga: New Moon                       | - Alice in Wonderland - Avatar - The Hangover - Harry Potter and the Half-Blood Prince                                       | [ 20 ] |
| 2011 | The Twilight Saga: Eclipse                        | - Black Swan - Harry Potter and the Deathly Hallows – Part 1 - Inception - The Social Network                                | [ 21 ] |
| 2012 | The Twilight Saga: Breaking Dawn – Part 1         | - Bridesmaids - Harry Potter and the Deathly Hallows – Part 2 - The Help - The Hunger Games                                  | [ 22 ] |
| 2013 | The Avengers                                      | - The Dark Knight Rises - Django Unchained - Silver Linings Playbook - Ted                                                   | [ 23 ] |
| 2014 | The Hunger Games: Catching Fire                   | - 12 Years a Slave - American Hustle - The Hobbit: The Desolation of Smaug - The Wolf of Wall Street                         | [ 24 ] |
| 2015 | The Fault in Our Stars                            | - American Sniper - Boyhood - Gone Girl - Guardians of the Galaxy - The Hunger Games: Mockingjay – Part 1 - Selma - Whiplash | [ 25 ] |
| 2016 | Star Wars: The Force Awakens                      | - Avengers: Age of Ultron - Creed - Deadpool - Jurassic World - Straight Outta Compton                                       | [ 26 ] |
| 2017 | Beauty and the Beast                              | - The Edge of Seventeen - Get Out - Logan - Rogue One: A Star Wars Story                                                     | [ 27 ] |
| 2018 | Black Panther                                     | - Avengers: Infinity War - It - Wonder Woman - Girls Trip                                                                    | [ 28 ] |
| 2019 | Avengers: Endgame                                 | - BlacKkKlansman - Us - Spider-Man: Into the Spider-Verse - To All the Boys I've Loved Before                                | [ 29 ] |
| 2021 | To All the Boys: Always and Forever               | - Borat Subsequent Moviefilm - Judas and the Black Messiah - Promising Young Woman - Soul                                    | [ 30 ] |
| 2022 | Spider-Man: No Way Home                           | - Dune - Scream - The Batman - The Adam Project - Shang-Chi and the Legend of the Ten Rings                                  | [ 31 ] |
| 2023 | Scream VI                                         | - Elvis - Nope - Smile - Top Gun: Maverick - Avatar: The Way of Water - Black Panther: Wakanda Forever                       | [ 32 ] |